# Unió Democràtica de Bretanya
Unió Democràtica de Bretanya, UDB, (bretó Unvaniezh Demokratel Breizh, francès Union Démocratique Bretonne), és un partit polític bretó, fundat el 1964, de caràcter socialista i d'antuvi independentista (més tard possibilista i autonomista), que s'ha presentat durant alguns anys a les eleccions municipals amb el PSF i després amb els ecologistes. Darrerament es presenta en solitari i ha obtingut uns 100 regidors amb uns 20 alcaldes i alcaldes adjunts. Des del 1985 és membre de l'Aliança Lliure Europea, que agrupa els principals partits de les nacions sense estat, minories nacionals i regions d'Europa.

## Origen
Es formà després del Congrés de Brest del 1963 com una escissió del sector més nacionalista del MOB, format per Loeiz Ar Beg, Ronan Leprohon, Yann Cheun Veillard, Roparz Debroise, Jean Guegueniat, Marie-Claire Rumeur, Herve Grall, Pierre Le Padellec, Michel Guillerm, Jakez Josset, Yann-Ber Piriou, Paol Keineg, Jean-Paul Le Berre, Jean-Marie Laigle, Jean Mahé. Es definia com a "un partit que agrupa bretons i amics de Bretanya conscients de la vocació nacional de la Bretanya i convençuts de la necessitat de construir el socialisme en llur país", i que reclamava tant la independència de Bretanya com el socialisme, tot i que des del 1970 es conformarien a demanar la concessió d'un Danvez Statud evit Breizh (Estatut Particular per a Bretanya). El seu òrgan oficial és el bilingüe Le Peuple breton (Pobl Vreizh). El 1963 Leprohon participaria com a representant bretó en l'Aberri Eguna d'Itsasu.

## Ideari
Considerada des d'aleshores com a la principal organització nacionalista, ha anat reinterpretant la seva ideologia en funció de les teaories predominants els anys seixanta; d'antuvi, adoptaria el colonialisme intern per a interpretar la situació perifèrica de Bretanya dins l'Estat francès, tot afirmant que l'opressió cultural, econòmica i social dels bretons tenia l'origen en els efectes del sistema capitalista i en el colonialisme francès. Per aquest motiu, considerava que només un front d'alliberament nacional anticolonial podia emancipar el poble bretó, del qual se n'excloien els elements "mitjancers" de l'explotació colonial francesa, en un procés que hauria de suposar l'alliberament tant social com nacional.
També pretendrà ésser el partit hegemònic del nacionalisme bretó, raó per la qual adoptaria un rígid centralisme democràtic, alhora que denunciava tant els atemptats del Front d'Alliberament de Bretanya com el desviacionisme de POBL o Strollad ar Vro.

## Participació política
Des del 1965 es presentaren a les eleccions municipals dels ajuntaments inferiors a 30.000 habitants en solitari, amb l'objectiu de batre l'UNR gaullista i qualsevol candidat antibretó. Jean Paul Le Berre fou escollit en una coalició d'esquerres de Guilvinec.
Del 1964 al 1968, la UDB va desenvolupar i aprofundir la seva doctrina sobre el paper de Bretanya dins l’hexàgon, de manera que per primer cop el moviment bretó sortia del ghetto per interessar-se per problemes reals, com l'explotació dels treballadors bretons per les burgesies bretona i francesa, però des del 1968 patí una crisi interna provocada per dos fets fonamentals: el maig del 1968, on per primer cop es veu la gwenn ha du en desfilades d'esquerra, i els atemptats del FLB. Tot i el rebuig del partit als atemptats, alguns militants participaren en la formació de Socors Bretó.
El Congrés de Guidel del 2 de novembre del 1969 mostrà una forta crisi interna quan es tractà de mantenir lligams privilegiats o no amb el PCF o el sindicat CGT, i finalment el comitè director va expulsar-ne dos militants l'1 de febrer del 1970, que foren seguits per 40 militants més que representaven tres seccions. Així, en el congrés de Gwerledan del maig del 1971 van redefinir les bases d'acció: refusar l'apoliticisme de la vella dreta nacionalista i tota forma d'esquerranisme, raó per la qual seran acusats d'estalinisme. Però no pogué evitar escissions com la del Partit Comunista Bretó el 1972. Alhora, van intentar obrir un front internacional signant la Carta de Brest amb la Unió del Poble Gallec, Cymru Goch i el Moviment Republicà Irlandès, al que s'unirien després Herri Alderdi Sozialista Iraultzailea (HASI), Partit Socialista d'Alliberament Nacional-Provisional, Esquerra Catalana dels Treballadors, Su Populu Sardu i Lucha Occitana (LOC).
A les eleccions legislatives franceses de 1973, l'UDB presentà 5 candidats que van obtenir entre el 0,8% i el 3,2% malgrat la presència important de SAV. El millor situat, Erwan Evenou, va passar del 3% a la circumscripció Hennebont - Le Faouët, amb el 14% a Sainte-Brigitte. A les cantonals del mateix any, va obtenir el 4,45% dels vots (el 6,7% a An Oriant-Sud). I a les eleccions presidencials franceses de 1974 va decidir donar suport al candidat François Mitterrand en la segona volta.
El 1976 decidí obrir-se a la incorporació a la causa bretona dels partits de l'esquerra francesa, més forts i amb possibilitats d'obtenir representació institucional. Per aquest motiu s'aliaria amb el PSF, que alhora era interessat a trencar l'hegemonia de la dreta a Bretanya. D'aquesta manera participaria en la Union de la Gauche i a les eleccions municipals del 1977 obtindria 39 regidors i participaria en els consistoris de Roazhon, Brest i Naoned, alhora que tindria representació al Conseil Regionale, mercè la nominació del seu cap Ronan Leprohon, tot i que l'UDB considerava aquest organisme com a insuficient. Aquesta aliança també portaria a la secció bretona del PSF a adoptar postures més compromeses en defensa de la llengua i cultura bretones, així com vincular l'emancipació social a l'emancipació regional.
Del 1979 al 1981 l'UDB, Strollad ar Vro i d'altres moviments bretonistes entraren en la lluita ecològica en boicotejar la construcció de la central nuclear de Plogoff (Plogo).
La postura de l'UDB davant la victòria de François Mitterrand del 1982 fou de suport crític, tot esperant que complís les promeses fetes. El poc compliment i la divisió administrativa del país que deixava Naoned fora de Bretanya provocaren una forta decepció, però així i tot continuaren donant suport el PSF perquè deixaven la coalició passaven a la marginalització electoral. Nogensmenys, després del Congrés del 1982 Leprohon abandonà el partit i s'integrà en el PSF; diverses federacions foren dissoltes, i el grup passà de tenir 2.000 afiliats a tenir-ne només 800.
A les eleccions municipals del 1983 es produïren conflictes entre UDB i el PSF a l'hora d'elaborar les llistes, cosa que provocaria que es presentessin nombroses llistes nacionalistes separades, cap de les quals no passaria del 3%. Per aquest motiu, i perquè l'avenç de les llistes conjuntes els permeté doblar el nombre de regidors (gairebé 80) i obtenir alguna alcaldia a Penn ar Bed, continuaren amb la coalició d'esquerres. Però la manca de definició sobre l'actitud a prendre davant el PSF aprofundí la crisi.
Així, en el Congrés de l'UDB del 1984 les federacions de Brest i Bro Leon, més nacionalistes, advocaren per adoptar una línia més dura i reivindicativa a l'hora de negociar el suport nacionalista al PSF en la segona volta de les eleccions legislatives, a canvi de major avenç en la regionalització. Tot i que no foren acceptades pels caps, els van dur a terme per evitar el trencament del partit i es posaren en semioposició, alhora que tractaven de capitalitzar el descontentament social a les zones d'atur tot assumint les reivindicacions dels aturats i treballadors. Però patien de manca de convocatòria que els invalidà a l'hora de dur aquestes propostes a la pràctica, i per aquest motiu el 1985 n'expulsaren els quadres dissidents
Coma alternativa, des del 1985 l'UDB adoptà una nova orientació tàctica i una coalició electoral amb altre nacionalistes minoritaris, ecologistes, forces d'ultraesquerra i sindicalistes dissidents i descontents amb la política del govern, tot i que suposava revisar alguns elements del seu programa intern. Tot i així, la Convergencie Bretonne, coalició formada per UDB, LCR, ecologistes i el Parti Socialiste Unifiée només va obtenir l'1,51% dels vots i cap representant regional. Aquests resultats deixaren al descobert la seva dèbil implantació popular.
Molt desgastada per les derrotes electorals, intentà compensar la seva feblesa amb la promoció de contactes a nivell internacional. D'aquesta manera, el 1987 va ingressar a l'Aliança Lliure Europea, i durant les eleccions europees de 1989 donà suport a una coalició d'ecologistes amb nacionalistes corsos, bascos i occitans. Així, el nacionalista cors Max Simeoni obtindria un escó d'eurodiputat amb un 12,2% de sufragis a Bretanya, i aconseguiren que Christian Guyonvarc'h estigués com assessor de Simeoni a Estrasburg. Tot i que tenien fortes reticències pel que fa al tractat de Maastricht, no van fer campanya pel NO, i a les eleccions regionals franceses de 1992 decidiren presentar-se en coalició amb el POBL, amb uns resultats molt minsos:
- Cotes d'Armor: 2,23% i 6.381 vots
- Morbihan: 2,67% i 8.052 vots
- Finistère: 2,03% i 7.758 vots
- Ille et Vilaine: 1,73% i 6.062 vots
- Loire Atlantique: 1,69% i 7.685 vots

L'opinió pública bretona fou sotragada quan el novembre del 1990 un militant de l'UDB, Yann Groix, fou detingut a casa seva per amagar tres militants d'ETA clandestins. Groix se suïcidà a la seva cel·la el 27 de gener del 1991.
A les eleccions legislatives franceses de 1993 l'UDB va obtenir el 2,1% dels vots a la circumscripció de Saint Malo, així com l'1,32% al districte d'Ar Baol-Gwenrann (Baule-Guerande). Però malgrat els bons resultats obtinguts a les europees del 1989, a les del 1994 els ecologistes trencaren la coalició amb els nacionalistes minoritaris, i en especial amb l'UDB, ja que consideraren que no els calien llurs vots.
A les eleccions regionals del març del 1998 els candidats de l'UDB van obtenir una mitjana de vots del 3,31% arreu de Bretanya (aproximadament uns 50.000 vots).
- Côtes d'Armor: 4,08% i 10.321 vots
- Morbihan: 3,87% i 10.515 vots
- Finistère: 2,77% i 9.979 vots
- Ille et Vilaine: 2,53% i 7.863 vots
- Loire Atlantique: 2,47% i 10.386 vots

A les eleccions regionals franceses de 2004 UDB es presentà en coalició amb els Verts i va obtenir el 9,7% i 10 escons. Quatre nacionalistes bretons entraren al consell regional: Mona Bras, Naig Le Gars, Christian Guyonvarc'h, membres de l'UDB, i Christian Troadec, alcalde «esquerra alternativa» de Carhaix.